# Alice Botté
Alice Botté, né Yves Botté à Laxou en Lorraine le 10 mai 1959, est un musicien, compositeur et producteur français.
Alice Botté a joué pour Pierre Éliane, CharlÉlie Couture, Jacques Higelin, Hubert-Félix Thiéfaine,, Saez, Peter Kingsbery , Alain Bashung, Christophe, Daniel Darc, Jad Wio, Adrienne Pauly, Jacno, Buzy, Elli Medeiros, Balbino, et Berline, son groupe formé en 2004 avec Barbara Renaudeau, sa compagne.
En 2017, il reprend son aventure en solo, jouant seul sur scène une musique principalement improvisée à l'aide de loopers, chambres d'écho, et fuzz.
Son premier album sobrement nommé .1 paraît en 2019 sur le label indépendant Unknown Pleasures Records.

## Parcours
Alice Botté commence à s'intéresser à la guitare à l'âge de 12 ans, après avoir découvert les albums Electric Ladyland de Jimi Hendrix et Harvest de Neil Young.
Dans son lycée, il fait partie d'un groupe appelé Sailed Jazz. Le répertoire est fait de reprises de Jacques Higelin, François Béranger et Jimi Hendrix.

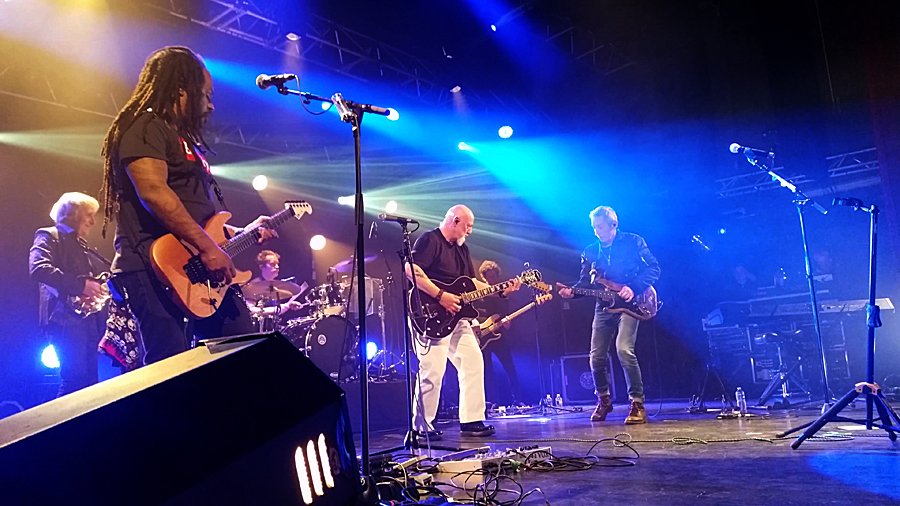
Alice Botté et sa "brûlée"

Il rencontre alors Tom Novembre — qui lui présentera CharlÉlie Couture — avec lequel il monte un nouveau groupe, Les Fonctionnaires. Tom Novembre est à la basse, Christian Florentin à la batterie et Alice Botté à la guitare et au chant. En 1979, le groupe enregistre une démo 4 titres réalisée et produite par CharlÉlie Couture, ce dernier ayant co-écrit les textes avec Alice Botté.
À la même époque, Alice joue de la guitare sur les démos de l'album Pochette surprise enregistrées dans la maison de CharlÉlie par Pierre Éliane, et participe aux sessions d'enregistrement au studio d'Hérouville.
En 2008, il devient le guitariste attitré de Jacques Higelin, jusqu'à la mort de celui-ci en 2018,,,,,.
Son principal instrument est une Stratocaster pour gaucher. La guitare ayant brûlé dans un local de répétition, Alice la surnomme ma brûlée.
En 2019, Alice Botté enregistre son premier album solo, intitulé .1 et paru le 2 septembre,. Son second album solo, intitulé Morphines, sort en 2023.

## Discographie

### Autres participations
Tom Novembre
- Guitare sur l'album Version pour doublage (1982)
- Guitare sur Faut faire avec, de l'album Bande de pions (2002)

Buzy
- Guitare sur l'album I love you Lulu (1985)
- Guitare sur l'album Borderlove (2005)

Richard Berry
- Guitare sur l'album Black out (1985)

Elisabeth Anaïs
- Guitare sur le 45 tours Canaille go with you? (1987)

Angel-Maimone
- Guitare sur l'album Ici et là (1987)

Gérard Blanchard
- Guitare sur le 45 tours Amour de voyou (1988)

Jakie Quartz
- Guitare sur l'album Émotion au pluriel (1988)

Manfred Kovacic
- Guitare sur l'album Encore une heure (1988)

Jacno
- Guitare sur C'est pas d'l'amitié, Ça fait d'excellents Français, et Ça sera le bonheur, de l'album T'es loin t'es près (1989)

Hugues Le Bars
- Guitare sur l'album 1789... et nous (musique originale du ballet de Maurice Béjart) (1989)
- Guitare sur l'album J'en ai marre (1991)

Jad Wio
- Guitare sur Fleur de métal, Automate, et Mystère, de l'album Fleur de métal (1992)
- Guitare sur Car crash et Monstre-toi, de l'album Monstre-toi (1995)

Fred Poulet
- Guitare et composition sur l'album Encore cédé (1996)

Penta
- Guitare sur I'm a liar, de l'album Return to Alpha (2002)

Peter Kingsbery 
- Guitare sur Pretty Ballerina et Damage done, de l'album Pretty Ballerina (2012)

Igit
- Guitare sur Le jardin, Marcher loin, L'hiver en printemps, et Jouons, de l'album Jouons (2017)

## Filmographie
- 2019 : La Lutte des classes de Michel Leclerc : le chanteur
- 2020 : Voir le jour de Marion Laine : Abel